# Суспицын, Вячеслав Владимирович
Вячеслав Владимирович Суспицын (род. 18 февраля 1964) — советский и российский футболист, нападающий.

## Биография
Начал выступать на взрослом уровне в составе оренбургского «Газовика» в 1981 году. В середине 1980-х годов играл в соревнованиях коллективов физкультуры, так как Оренбург в это время не имел команды в турнирах мастеров. В 1988 году перешёл в магнитогорский «Металлург», где провёл полтора сезона, затем вернулся в Оренбург.
В 1993 году вместе с тренером Юрием Тамбовцевым и группой игроков из Оренбурга перешёл в состав дебютанта высшей лиги Казахстана «Карачаганак». Стал лучшим бомбардиром команды в сезоне с 20 забитыми мячами и вошёл в десятку лучших снайперов чемпионата Казахстана, однако сама команда выступила неудачно. В конце сезона форвард вернулся в Россию и играл на любительском уровне за «Химик» (Мелеуз).
В конце своей карьеры снова выступал за «Газовик». В общей сложности в составе клуба из Оренбурга сыграл 155 матчей и забил 50 голов на уровне профессионалов (мастеров).
В последние годы вместе с супругой занимается фермерским хозяйством на личном участке под Оренбургом. Имеет III группу инвалидности из-за травмы позвоночника.

## Семья
Сын Андрей (род. 1989) в юношеском возрасте выступал за дубль «Газовика».